# ブンリュウ
ブンリュウ（ベトナム語：Bún riêu / 𥻸䖴）、あるいはブンリエウ、ブンジウとは、ベトナムの麺料理の一種で、トマトで作ったスープにビーフンを入れたもの。ブンリュウ・クア（蟹のすり身）、ブンリュウ・カー（魚）、ブンリュウ・オック（巻き貝）など、用いる材料によっていくつかの種類がある。
ブンリュウクアは、トマトでとったスープに淡水蟹のすり身を載せた一品で、蟹にはベトナムの水田に生息している茶色の水田ガニをはじめ、様々な種類の淡水ガニが使われる。蟹は砂抜きをし、殻ごと叩いて細かいペースト状にする。その後このペーストを濾し、蟹の液体をトマトと一緒にスープのベースとする。蟹の残滓はカニカマの材料として使われる。その他、タマリンドペースト、油揚げ、米酢、タイワンフクギなどが加えられる。アナトー種、フイエット（豚の血を固めたもの）、空芯菜の茎、バナナの花、ナギナタコウジュ、スペアミント、シソ、モヤシ、精進ソーセージなどを用いることもある。蟹の殻を砕くことでカルシウムを、豚の血液を材料とするフイエットから鉄分を、野菜からビタミンや食物繊維を摂れるなど、栄養豊富な一品である。

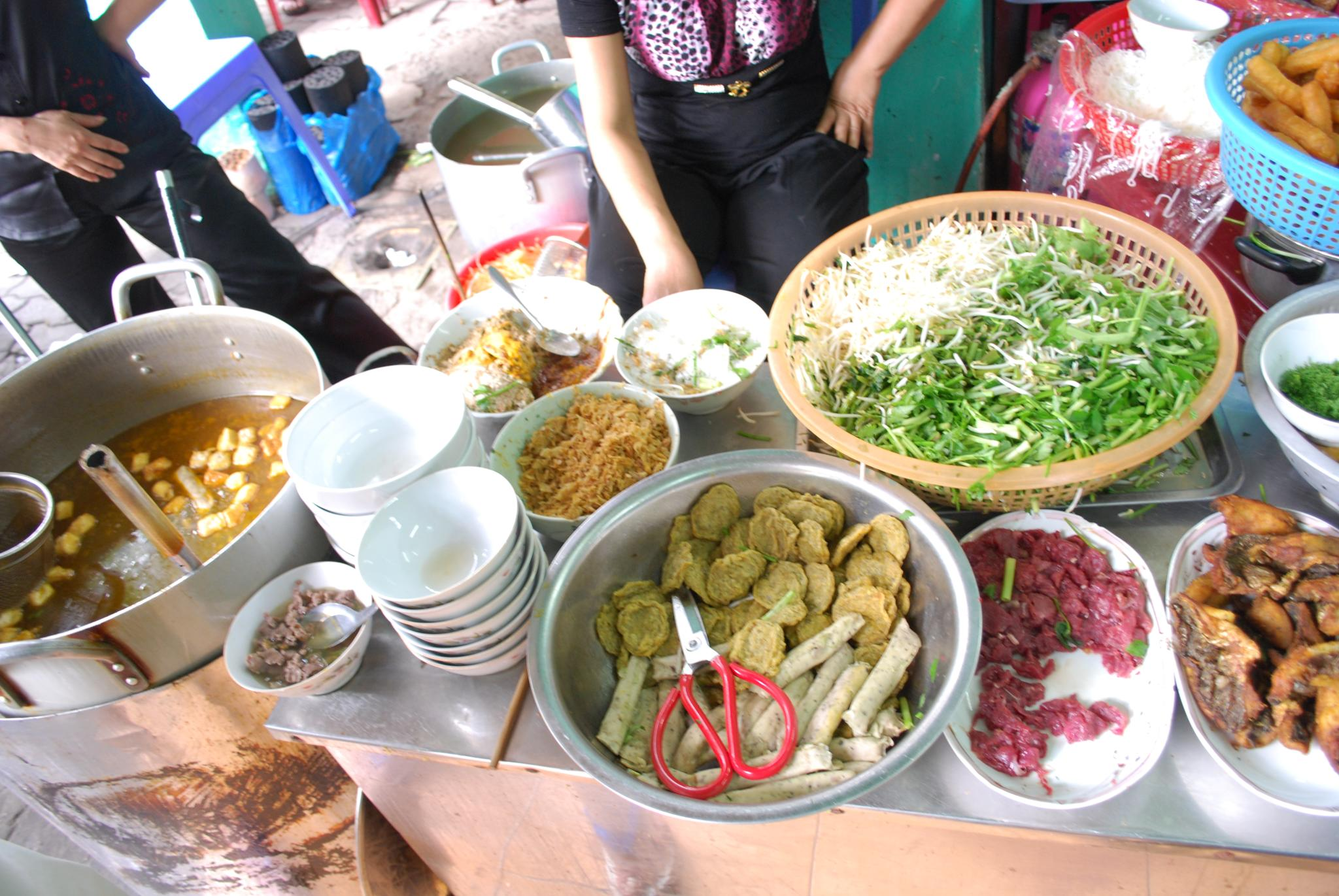
ブンリュウクアの材料

ブンリュウはさっぱりとした酸味が特徴的で、ベトナムの夏の風物詩となっており、専門店も多い。

## 材料
- 水田に生息している蟹
- トマト
- 卵
- ガルシニアマルチフローラ、ドラコントメロン、タマリンド、スターフルーツなどの酸味付けに用いる香辛料
- 玉ねぎ
- 豆腐
- シソ、ナギナタコウジュ、薄切りにしたバナナの花、ヨウサイなどの野菜
- 米酢